# Adam Johann von Krusenstern
Adam Johann von Krusenstern (Hagudi, cerca de Rapla (hoy Estonia) 19 de noviembre de 1770 - Reval (hoy en día Tallin), 24 de agosto de 1846) fue un almirante de la Armada Imperial Rusa, de origen alemán del Báltico, que realizó la primera circunnavegación rusa en nombre del zar (1803-06), asimismo un excelente hidrógrafo, miembro de la Academia de Ciencias francesa y de la rusa, que escribió muchas publicaciones en ruso, alemán y francés. También se lo conoce en ruso como Iván Fiódorovich Kruzenshtern (Иван Федорович Крузенштерн) y en francés como Johannn Adam de Krusenstern o Adam Ivan, chevalier (o baron) de Krusenstern.

## Primeros años
Nació en noviembre de 1770 en Haggud. Krusenstern participó en las guerras de la Revolución francesa, sirviendo a bordo de un barco de guerra inglés y después viajó en barcos mercantes ingleses a la India y China. Allí se dio cuenta de las dificultades que tenían los establecimientos rusos dedicados al comercio de pieles en Alaska y las islas Aleutianas. Estos dependían de los avituallamientos irregulares que les llegaban por tierra desde Rusia, a través de Siberia. Las pieles eran trasportadas a Ojotsk, en la península de Kamchatka y hasta que salían a la venta en Macao pasaban dos años.
De vuelta a Rusia, presentó un informe exponiendo la necesidad de una ruta marítima desde el mar Báltico hasta Kamchatka y los beneficios que podría suponer para la Compañía Ruso-americana, dedicada al comercio de pieles. Esta memoria, olvidada por los ministros del zar Pablo I de Rusia (1754-1801) fue bien recibida por Alejandro I de Rusia (1777-1825), con el apoyo del almirante Mordvínov y el canciller, conde Romanzov.

### Primera circunnavegación rusa (1803-1806)
Krusenstern fue nombrado capitán de navío de la Armada Imperial y se le encargó dirigir una expedición científica y comercial, cuya misión era mantener una ruta comercial y explorar el litoral de la América rusa. Viajó primero a Londres para comprar dos barcos, el Nadezhda («Esperanza») y el Nevá (del río Nevá). Los barcos partieron de Kronstadt el 7 de agosto de 1803, parando en Copenhague, Falmouth, Tenerife, Brasil, Nuku Hiva y Hawái. En junio de 1804, los barcos se separaron: el Nadezhda fue a Kamchatka y Japón, mientras que el Neva se dirigió a la isla Kodiak en Alaska, donde pasó 14 meses. Los barcos se reunieron en Guangzhou en diciembre de 1805 y después de salir de China navegaron juntos por un corto tiempo, antes de regresar de forma independiente a Kronstadt el 19 de agosto de 1806.

### Repercusiones del viaje
La expedición hizo varios descubrimientos en el Pacífico, nombrando y describiendo islas, archipiélagos, cabos y arrecifes. Además, la expedición recolectó información botánica, zoológica y etnográfica.
Durante el transcurso de la expedición, es decir, tres años y doce días, Krusenstern no había perdido un solo hombre, debido tanto a un trato paternal con sus marineros como a una capacidad marítima más que eminente. Además de ser la primera expedición rusa que completaba la circunnavegación del mundo, Krusenstern consiguió el objetivo de crear una ruta marítima comercial para los establecimientos rusos en Alaska y Kamchatka, y sus informes ayudaron a la administración a mejorar las condiciones de los comerciantes de tierras tan lejanas.
Krusenstern contribuyó en gran medida a extender la geografía náutica y física de esas regiones, en su época prácticamente desconocidas. También enriqueció con muchas observaciones y nociones de gran valor los campos de la historia natural, la etnografía y la lingüística. Por ejemplo, reagrupó en el mismo archipiélago los 16 atolones que llamó las islas Gilbert (hoy Kiribati), el nombre de un capitán británico que los había cruzado sin explorar en 1788.
Publicó el relato de su viaje en alemán titulado Reise um die Welt in den Jahren 1803, 1804, 1805 und 1806 auf Befehl Seiner Kaiserl. Majestät Alexanders des Ersten auf den Schiffen Nadeshda und Newa («Viaje alrededor del mundo en los años 1803, 1804, 1805 y 1806 por orden de Su Majestad Imperial Alejandro I en los barcos Nadezhda y Neva»), en San Petersburgo, 1810-12, en 4 volúmenes y un atlas con 104 mapas. Este libro se tradujo al inglés en 1813 (publicado en Londres) y después al francés, danés, sueco e italiano. Publicó además en ruso el primer tratado sobre la expedición española de Alessandro Malaspina.
Lisianski también contribuyó con su relato, esta vez en ruso, con el título de Descripción de un viaje alrededor del mundo, publicado en San Petersburgo, en 1810 y 1813, en 2 volúmenes en 8.º (la obra fue traducida al alemán por Pansner). Los naturalistas de la expedición también escribieron sobre sus experiencias en el viaje: Langsdorff lo tituló Observaciones sobre un viaje alrededor del mundo en los años 1803-7 y fue publicado en Fráncfort en 1812 (en 2 vols. en 8.º, con grabados) y Tilesius, Frutos para la historia natural de la primera circunnavegación de la Rusia Imperial bajo el mando de Krusenstern, publicado en alemán en 1813 en San Petersburgo y Leipzig (en 8.º).
Krusenstern, más adelante, también realizó otras obras que complementaban la presentación de sus trabajos, en particular: Selección de palabras provenientes de las lenguas de algunos pueblos de Asia oriental y de la costa noroeste de América, publicado en 1813 en San Petersburgo (en 4.º, en alemán); Memorias para la Hidrografía del gran Océano [Beiträge zur Hydrographie der größern Ozeane], publicado en 1819 en Leipzig (en alemán); Atlas del océano Pacífico, en San Petersburgo, 1824-27, 2 vols; Selección de las memorias hidrográficas para servir de análisis y explicación al Atlas del Océano Pacífico, San Petersburgo, 1824-27.2 vol.; y los suplementos, Selección de las memorias hidrográficas, San Petersburgo, 1835. Por último, publicó numerosos opúsculos y artículos en varias colecciones en Alemania, citados en  Conversations lexicon (t. 9, 10e édit.).

## Acontecimientos posteriores
Krusenstern hizo un nuevo viaje en 1815 para explorar el estrecho de Bering y el supuesto paso del Noroeste entre el Pacífico y el Atlántico. Ascendido a almirante, formó parte del comité científico del ministerio de la Marina, donde promovió y organizó las grandes expediciones de Bellingahusen y Kotzebue.
Sus obras científicas, entre ellas un Atlas del Pacífico, publicado en 1827 en San Petersburgo, le valieron ser nombrado miembro honorario de la Academia Rusa de las Ciencias.
Krusenstern murió el 24 de agosto de 1846, en una granja que había adquirido en 1816 en la provincia de Estland (ahora Estonia). Fue enterrado en la catedral de Tallin.

## Reconocimientos
En su memoria se bautizó el buque escuela ruso «Krusenshtern», actualmente el velero más grande del mundo. Para conmemorar el 200 aniversario de la circunnavegación de Krusenstern, el buque volvió a realizar la misma ruta alrededor del mundo en la temporada 2005-06.
El cráter lunar Krusenstern fue nombrado en su honor.
Hay una isla Krusenstern (también conocida como Diómedes Menor) en el estrecho de Bering, así como un pequeño grupo de islas en el mar de Kara, en el suroeste del archipiélago de Nordenskiöld, llamadas Islas Krusenstern.
En Rusia (así como en otros lugares rusohablantes), es muy conocido un barco de vapor de ficción, el Almirante Iván Fiódorovich Kruzenshtern, que sale en la popular serie de dibujos animados Prostokváshino. A menudo aparece como parte de una frase «Almirante I.F. Kruzenshtern, un hombre y barco de vapor», "pirateado" del título de un poema de Vladímir Maiakovski, un réquiem Al camarada Nette, un hombre y barco de vapor.